# Jean-Pierre Tignol

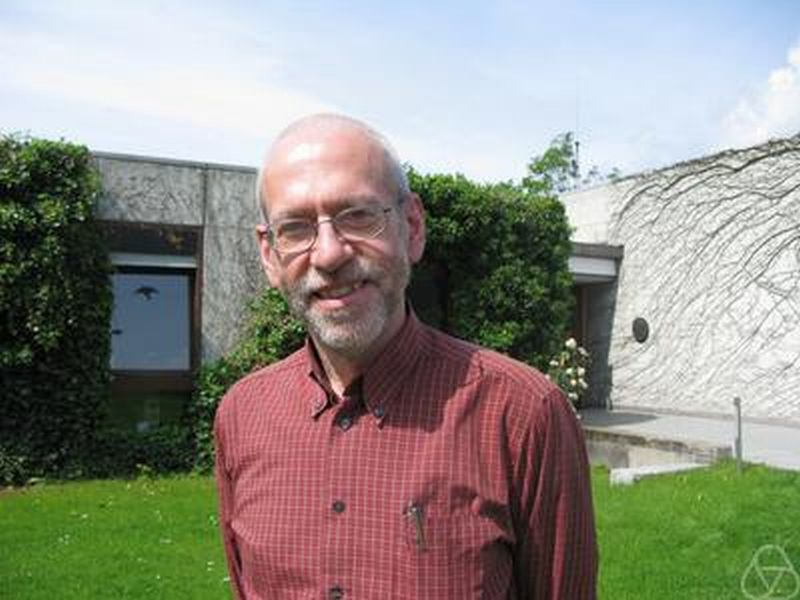
Jean-Pierre Tignol, Oberwolfach 2009

Jean-Pierre Tignol (* 1. Juni 1954) ist ein belgischer Mathematiker, der sich mit Algebra befasst.
Er wurde 1979 bei Jacques Tits an der Université catholique de Louvain promoviert (Corps à involution de rang fini sur leur centre et de caractéristique différente de 2). und ist dort Professor. Er ist Autor eines Lehrbuchs über Galoistheorie und Ko-Autor einer Monographie über Algebren mit Involution.
1996 war er eingeladener Sprecher auf dem Europäischen Mathematikerkongress in Budapest (Algebras with involution and classical groups). In den Jahren 2010 bis 2012 wurde er mehrmals mit einem Senior Fellowship des Zukunftskollegs der Universität Konstanz ausgezeichnet.

## Schriften (Auswahl)
- Galois' theory of algebraic equations, World Scientific 2001, 2015
- mit  Alexander Merkurjev, Markus Rost, Max-Albert Knus: The book of involutions. American Mathematical Society, 1998.
- mit S. A. Amitsur, L. H. Rowen: Division algebras of degree 4 and 8 with involution, Bulletin AMS, Band 115, 1979, S. 691–693
- mit A. R. Wadsworth: Totally ramified valuations on finite-dimensional division algebras, Transactions of the American Mathematical Society, Band 302, 1987, S. 223–250
- mit A. S. Merkurjev: The multipliers of similitudes and the Brauer group of homogeneous varieties, Journal fur die Reine und Angewandte Mathematik, Band 461, 1995, S. 13–48
- mit Eva Bayer-Fluckiger, D. B. Shapiro: Hyperbolic involutions, Mathematische Zeitschrift, Band 214, 1993, S. 461–476